# Berndt von Oer
Berndt von Oer (teilweise auch Bernhardt) (* um 1480; † 6. Oktober 1558) entstammte dem alten westfälischen Adelsgeschlecht Oer. Er war Droste des Amtes Delmenhorst und nach der Zerschlagung der Täuferherrschaft fürstbischöflicher Statthalter in Münster.

## Familie
Berndt von Oer war der zweitälteste Sohn Lamberts von Oer zu Kakesbeck und Johannas von Middagten.
Er selbst war in erster Ehe verheiratet mit Judith Christine von Grimberg zu Wiesche gen. Altenbochum. Aus der Ehe (1517–1525) mit Christine hatte Berndt fünf Kinder. Lambert war kaiserlicher Offizier und wurde Berendts Nachfolger auf Burg Kakesbeck. Heidenreich wurde Kanoniker zu St. Mauritz in Münster.
Zwischen 1526 und 1537 lebte Oer mit einer Frau namens Luttike zu Senden. Mit ihr hatte er drei Söhne: Heinrich von Oer, gen. Luttike, Prokurator am Reichskammergericht und Hermann von Oer gen. Luttike, Rechtsanwalt und Rentmeister bei Mallinckrodt zu Küchen. Der Sohn Reinhard wurde Pastor zu Buldern.
1539 heiratete Berndt von Oer Gosta von Münster zu Kolvenburg. Mit ihr hatte er den Sohn Bernhard. Dieser war Kanoniker der Ägidiikirche, wurde jedoch suspendiert, als er 1588 den Komtur Melchior Droste zu Senden auf dem Ägidiihof erschlug.
Nach Gostas Tod heiratete von Oer deren Cousine Katharina von Münster zu Botzlar.

## Leben
Berndt trat 1522 die Nachfolge seines Vaters an und führte dessen Erbstreit mit Goddert von Harmen, der Anspruch auf die Mechelnschen Güter erhoben hatte, durch einen Vergleich zum Ende. Harmen erhielt am 1. Mai 1528 eine Abfindung von 4500 Goldgulden zugesprochen. Zeugen der Verhandlung zu Lippstadt waren u. a. Dompropst Rotger Schmiesing und Herzog Heinrich von Braunschweig d. J.
Berndt von Oer wurde um 1530 durch Fürstbischof Friedrich III. von Wied zum Drosten von Delmenhorst bestellt und mit der Burg Wels belehnt. Friedrich von Wied, der nie zum Bischof geweiht wurde, legte sein Amt am 24. März 1532 nieder.
Sein Nachfolger Erich von Braunschweig-Grubenhagen verstarb bei einem Festbankett anlässlich seiner Wahl. Dessen Nachfolger, Franz von Waldeck berief Berndt von Oer zu seinem Berater.
Nach dem Sieg über die Täufer wurde er Statthalter von Münster. Das Drostenamt Delmenhorst trat er um diese Zeit an seinen Bruder Hermann von Oer zu Bruch ab.
Hermann von Kerßenbrock schreibt in „Die Raserei der Wiedertäufer“: „Berndt von Oer war Bürgermeister, Ratsherr und Stadthauptmann in einer Person und führte das Ruder der Stadt, sodass die 24 Ratsmitglieder nur die leeren Titel hatten. Er schrieb den Bürgern Gesetze vor, ließ Bürger ins Gefängnis werfen und nach Willkür an Leib und Leben strafen.“ Der münstersche Chronist Röchel berichtet folgende Begebenheit: Der Bürger Jaspar Schrodecken hatte den Lübecker Johann Knoep in seinem Garten zu Gast. Man feierte und sang deutsche Psalmen, nach Übersetzung Martin Luthers, was an Neujerusalem erinnerte und verpönt war. Berndt von Oer ließ die beiden festnehmen und zur Ausnüchterung ins Gefängnis bringen. Anderentags mussten sie geloben, sich „katholisch“ zu verhalten.
Er war an der Abfassung der Stadtordnung vom 30. April 1536 und der Polizeiordnung vom 28. Januar 1557 maßgeblich beteiligt. In diesen Ordnungen waren auch die Befugnisse und Aufgaben des Statthalters festgelegt.
Franz von Waldeck betraute von Oer mit heiklen und diplomatischen Missionen. So vertrat er den Bischof bei Reichstagen in Augsburg und Regensburg und siedelte Juden aus dem Lipperland in Münster an, um den Aufbau Münsters voranzutreiben.
Letzteres und sein hemdsärmeliger Stil brachten ihm den Hass der Münsteraner ein. Seine Statthalterschaft endete mit der ersten Restitution 1541.
Im Jahr 1547 nutzte Anton von Oldenburg die Wirren des Schmalkaldischen Krieges, um Delmenhorst zu erobern. Da der Bischof von Oer die Hauptschuld an dem Verlust Delmenhorsts zuwies, ließ er ihn festnehmen. Man überredete von Oer mit auf die Schreibstube zu kommen, wo er 17 Wochen – in einem eigens dafür hergerichteten Zimmer – in Arrest verbrachte und fürstlich versorgt wurde. Trotz mehrmaliger Intervention Bischof Waldecks, weigerte sich der Stadtrat, ihn ins Gefängnis zu überstellen. Berndt von Oer kam durch kaiserliches Pönalmandat frei, nachdem er Urfehde geschworen hatte.
Bendt von Oer war landtagsfähiger Ritter. In dieser Eigenschaft war er 1553 Beauftragter der Ritterschaft beim Friedensschluss zwischen Herzog Heinrich von Braunschweig d. J. und Bischof Franz.